# إستير دوفلو
إستير دوفلو (مواليد 25 أكتوبر 1972، باريس) (بالفرنسية: Esther Duflo) اقتصادية فرنسية أمريكية، ومؤسسة مشاركة ومديرة مختبر عبد اللطيف جميل لمكافحة الفقر (J-PAL)، وأستاذة في الحد من الفقر والتنمية الاقتصادية في معهد ماساتشوستس للتكنولوجيا.
دوفلو هي باحثة مشاركة في المكتب القومي للأبحاث الاقتصادية، وتعمل في مجلس إدارة مكتب البحوث والتحليل الاقتصادي للتنمية (BREAD)، ومديرة برنامج اقتصاديات التنمية التابع لمركز أبحاث الاقتصاد والسياسة.
تركز أبحاثها على قضايا الاقتصاد الجزئي في البلدان النامية، بما في ذلك اقتصاد الأسرة والتعليم والوصول إلى التمويل والصحة وتحليل السياسات.
عملها رفقة أبهيجيت بانيرجي، ديان كارلان، مايكل كريمر، جون ليست، وسندهيل موليناثان، مكّن من تطوير التجارب الميدانية باعتبارها منهجية مهمة لاكتشاف العلاقات السببية في الاقتصاد.
فيما فازوا الهندي أبهيجيت بانيرجي والفرنسية إستير دوفلو والأمريكي مايكل كريمربجائزة نوبل للعلوم الاقتصادية لعام .2019
وذكرت الأكاديمية الملكية السويدية للعلوم اليوم الاثنين - لجنة الجائزة - أن الباحثين استحقوا الجائزة عن أبحاثهم حول أفضل الطرق لمحاربة الفقر في العالم، وذلك عبر تقسيم هذه المشكلة إلى تساؤلات أصغر قابلة للإدارة بصورة أفضل، مثل التدخلات الأكثر فعالية لتحسين صحة الطفل، وأضافت اللجنة أن الجائزة ستُقسم بالتساوي على الباحثين الثلاثة.

## أعمالها
- اقتصاد الفقراء: إعادة نظر في أساليب مكافحة الفقر (بالاشتراك مع أبهيجيت بانيرجي)، بابليك آفيرز، نيويورك، 2011
  - ترجمة: أنور الشامي، دار جامعة حمد بن خليفة للنشر، الدوحة، قطر، 2016

## روابط خارجية
- إستير دوفلو على موقع IMDb (الإنجليزية)
- إستير دوفلو على موقع الموسوعة البريطانية (الإنجليزية)
- إستير دوفلو على موقع مونزينجر (الألمانية)

لا توجد روابط لمواقع التواصل الاجتماعي.